# 君がいるから・・
「君がいるから‥」（きみがいるから‥）は、日本の女性シンガーソングライターである西脇唯の12枚目のシングル。

## 解説
wea japan移籍後初のシングル。

## タイアップ
日本テレビ系アニメ『金田一少年の事件簿』第三期オープニングテーマ。また同アニメの最終回ではエンディングテーマとして流れた。

## 収録曲
- 全作詞・作曲：西脇唯／編曲：水島康貴

1. 君がいるから‥
2. 忘れないで
3. 君がいるから‥（センチメンタル・ヴァージョン）
4. 君がいるから‥（オリジナル・カラオケ）